# Modérantisme
 (juin 2017).
Si vous disposez d'ouvrages ou d'articles de référence ou si vous connaissez des sites web de qualité traitant du thème abordé ici, merci de compléter l'article en donnant les références utiles à sa vérifiabilité et en les liant à la section « Notes et références ».
En France, le modérantisme ou faction des modérés est le nom donné, sous la Révolution, à certains montagnards hostiles aux politiques de Robespierre, désignés nommément par Camille Desmoulins dans les derniers numéros du Vieux Cordelier. 
Les accusations de modérantisme frappent principalement ceux qui, en 1793, parlaient d'une paix séparée avec les puissances disposées à reconnaître la République. Georges-Jacques Danton fut le premier désigné par cette expression.
Plusieurs orateurs des jacobins et surtout des cordeliers ont encore parlé de modérantisme et de modérés au sujet de ceux qui, comme Danton, avaient souscrit au fameux mémoire de Pierre Philippeaux sur la guerre de Vendée dont il revenait et à laquelle il demandait qu'on mette un terme. Ce mémoire qui recommandait l'arrêt des violences et de la répression dans cette région exsangue, étayé par des faits concrets, souvent scandaleux - les colonnes infernales -, observés sur place, fit une très forte impression, troubla les Jacobins et fut à l'origine du renvoi de Philippeaux au Tribunal révolutionnaire. La version authentique du mémoire de Philippeaux fut publiée en l'an III par sa veuve.
Camille Desmoulins, dans le Vieux Cordelier se fit l'écho de Danton et de Philippeaux. Il attaque de manière frontale le Comité de salut public.
Le 5 avril 1794, Danton, Desmoulins et Philippeaux tombèrent sous la hache révolutionnaire. On amalgama les prévenus avec des députés impliqués dans des affaires d'escroquerie et d'enrichissement personnel, tels ceux concernés par l'affaire de la liquidation de la Compagnie des Indes.

## Sources
- Elphège Boursin, Augustin Challamel, Dictionnaire de la Révolution française, Paris, Jouvet et cie, 1893, p. 351.